# Le Téléphone
Pour les articles homonymes, voir Téléphone (homonymie).
Le Téléphone est une œuvre d'art contemporain imaginée en 2006 par l'artiste française Sophie Calle, et conçue avec la collaboration de l'architecte américano-canadien Frank Gehry, dans le cadre d'une commande publique destinée à accompagner l'implantation du Tramway des Maréchaux Sud à Paris.
Installée jusqu'au 12 mars 2012, sur le pont du Garigliano, elle consistait en une cabine téléphonique en forme de fleur, n'ayant pas d'autre fonction que de recevoir des appels de Sophie Calle.

## Localisation
S'apparentant à du mobilier urbain, l'œuvre était installée dans l'espace public du sud-ouest parisien, sur le trottoir aval du pont du Garigliano, à mi-chemin entre les deux rives, où elle surplombait la Seine de 11 mètres.
Elle était donc à la limite entre les quartiers d'Auteuil, dans le 16e arrondissement, et de Javel, dans le 15e, bien qu'elle soit administrativement rattachée à ce dernier.

## Description

### Le concept: un téléphone public particulier
Il s'agissait d'un téléphone public. Mais étant dépourvu de cadran et de moyen de paiement, il ne pouvait pas émettre d'appel sortant. Il ne pouvait pas non plus recevoir d'appel entrant, à part de l'artiste elle-même, seule à en connaître le numéro.
Ainsi faisait-elle régulièrement sonner le combiné depuis son domicile de Malakoff, à des moments aléatoires (« quand bon me semblera », dit-elle, « à 04:00 du matin ou à des heures plus convenables », et « peut-être trois fois dans la même nuit »), afin de dialoguer avec les passants que la sonnerie aura attirés, leur raconter des histoires, pendant une durée tout aussi aléatoire (« huit secondes ou quatre heures »). Elle s'est engagée contractuellement à exécuter cette performance interactive cinq fois par semaine pendant au moins trois ans.
Le combiné était accroché sur le côté d'un gros boîtier rouge, fixé de manière oblique à la structure de la cabine, et portant une plaque métallique sur laquelle était gravé un texte explicatif rédigé en français et en anglais.
Cette plaque, absente lors de l'inauguration de l'œuvre en décembre 2006, est ajoutée dans le mois qui suit, avec le texte, :
| Mon nom est Sophie Calle Vous êtes dans ma cabine téléphonique Je suis seule à en connaître le numéro Je le composerai régulièrement, mais de manière aléatoire, dans l'espoir d'avoir quelqu'un au bout du fil Il va de soi que certaines conversations sont susceptibles d'être enregistrées, à toutes fins utiles, et à mon seul usage My name is Sophie Calle You are in my phone booth I am the only one who knows its number I will dial it every now and then, at my leisure, hoping to reach someone at the other end It goes without saying that some conversations might be recorded, for my exclusive use |

Environ deux mois plus tard, elle est à nouveau remplacée par une autre plaque presque identique, présentant le même texte mais avec une typographie et une disposition légèrement différente, :
| Mon nom est Sophie Calle Vous êtes dans ma cabine téléphonique Je suis seule à en connaître le numéro Je le composerai régulièrement, mais de manière aléatoire, dans l'espoir d'avoir quelqu'un au bout du fil. Il va de soi que certaines conversations sont susceptibles d'être enregistrées, à toutes fins utiles, et à mon seul usage My name is Sophie Calle You are in my phone booth I am the only one who knows its number I will dial it every now and then, at my leisure, hoping to reach someone at the other end It goes without saying that some conversations might be recorded, for my exclusive use |

Sophie Calle explique qu'elle a eu cette idée après avoir « lu un article sur une cabine téléphonique qui se trouvait dans le désert, qui avait été laissée là à la suite de travaux. Peut-être un an plus tard, quelqu'un a vu qu'elle fonctionnait toujours. Et c'est devenu un endroit où les gens allaient attendre des coups de fil d'on ne sait où. ». Cette cabine a effectivement existé aux États-Unis, dans le désert des Mojaves ; elle est connue sous le nom de Mojave phone booth. Le site web hébergeant le projet qui à l'origine de l'engouement pour cette cabine téléphonique s'est d'ailleurs fait l'écho de l'œuvre de Calle.
Cette idée fait aussi écho à une autre œuvre de Sophie Calle, réalisée plus de dix ans plus tôt, en 1994 : Gotham Handbook (New York mode d'emploi). Du mercredi 21 au mardi 27 septembre 1994, conformément à l'une des directives que lui avait données Paul Auster, elle a « adopté un lieu public » : une cabine téléphonique à l'angle des rues Greenwich et Harrison. Elle l'a décorée, aménagée, y a mis de la nourriture à disposition des passants et des usagers de la cabine, et les a invités à laisser leurs impressions. Elle y assurait une permanence une heure par jour, durant laquelle elle prenait des photos,.
Le but est aussi de démystifier le rapport entretenu par le grand public avec l'art contemporain, souvent jugé inaccessible.
Plus d'un an après la mise en service de cette cabine, Calle affirme qu'aucun des appels qu'elle a passés n'a duré plus de trois minutes ni n'a débouché sur autre chose, qu'on n'a pas su lui poser de question précise et qu'il n'y a pas eu d'échange au-delà de la conversation sympathique ; de plus, elle précise que la plupart de ses appels restent sans réponse, mais que ça ne la dérange pas, expliquant qu'elle « aime bien l'idée d'un téléphone qui sonne comme ça sur un pont venteux », et que c'est même la raison pour laquelle elle a choisi de la placer sur un pont plutôt qu'une place fréquentée. L'utilisation de ce moyen de communication qu'est le téléphone pourrait être une manière de créer de la rencontre dans un lieu qui y est impropre.

### Le support: une sculpture monumentale
Ce combiné téléphonique était placé au sein d'une grande sculpture d'environ 5 mètres de haut, implantée sur le bord extérieur du trottoir, et arrimée au garde-corps du pont. En forme de fleur, ses six pétales étaient faits d'aluminium peint en rouge, jaune et rose, avec un aspect de papier froissé. Elle est éclairée la nuit.
C'est cette œuvre de Frank Gehry qui a remporté le concours organisé de manière informelle par Sophie Calle, auquel prenaient également part Jean Nouvel et Dominique Lyon. Gehry et Calle se sont rencontrés à Los Angeles, aux Jeux olympiques d'été de 1984. Le choix du motif floral serait un clin d'œil à l'amitié les unissant, Gehry faisant livrer des fleurs à Calle pour chacun de ses vernissages, et cette dernière les conservant consciencieusement sous forme séchée. Une autre plaque, également en anglais et en français, était fixée sur le garde-corps du pont, à côté de l'œuvre, où sont mentionnés son titre et le nom de ses deux auteurs.
Depuis Los Angeles, Gehry a réalisé une maquette en résine à l'échelle 1/10e, à partir de laquelle des moules ont été fabriqués. C'est SOCRA, une société de Marsac-sur-l'Isle ayant déjà restauré plusieurs sculptures parisiennes, qui s'en est chargée.
De l'aluminium a ensuite été coulé dans ces moules, opération assurée par la fonderie Blanc, à Angoulême.
C'est à nouveau SOCRA qui a réalisé l'assemblage des pétales ainsi coulés, d'abord à blanc dans ses ateliers, puis in situ.

## Une œuvre de commande

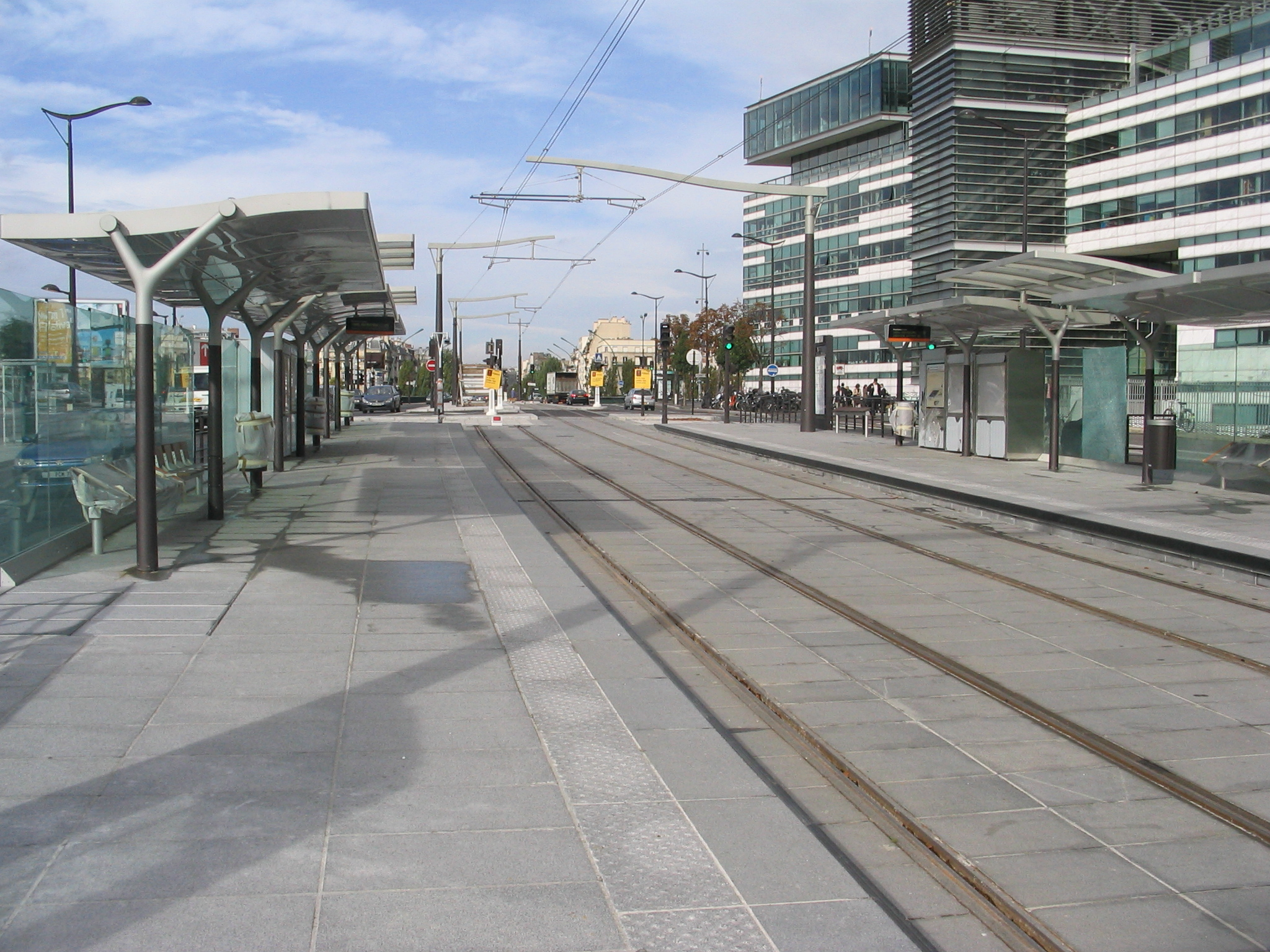
Gare du Pont du Garigliano, terminus ouest du T3a : Le Téléphone a été installé sur le pont situé à l'arrière-plan de l'image.

Elle est la première des neuf œuvres d'art contemporain commandées par les pouvoirs publics (Ville de Paris, conseil régional d'Île-de-France, ministère de la Culture) pour jalonner le tracé du premier tronçon du Tramway des Maréchaux (ligne 3 du tramway d'Île-de-France, actuelle ligne 3a), mis en service en décembre 2006.
En l'occurrence, l'œuvre a été édifiée sur le pont qui donne son nom au terminus ouest de ce tronçon, distant d'environ 200 mètres : la gare du Pont du Garigliano.
Elle a été financée par la Ville de Paris à hauteur de 269 880,36 euros, sur les 4 millions alloués à l'ensemble des neuf œuvres, auxquels a été ajoutée en 2007 une dépense supplémentaire de 8 025 euros, soit un total de 277 905,36 euros (montants toutes taxes comprises).
La maîtrise d'ouvrage a été confiée à Art public contemporain, comme pour toutes les œuvres composant l'accompagnement artistique du tramway, sous la direction artistique d'Ami Barak.
Son inauguration est intervenue le 14 décembre 2006, deux jours avant celle du tramway, en présence de Sophie Calle et du fils de Frank Gehry, Sam.
Son démontage a eu lieu le 12 mars 2012,.

## Critique
Quelques jours avant l'inauguration de l'œuvre, le maire UMP du 15e arrondissement, René Galy-Dejean, sur les conseils de son adjointe Ghislène Fonlladosa, a émis auprès du préfet de police deux appréhensions à propos de son implantation :
- la sculpture étant relativement volumineuse, elle gênerait le passage des piétons sur le trottoir (pourtant large de 3,50 mètres[26]), les obligeant à passer sur la chaussée, et donc à côtoyer les véhicules, ce qui constituerait une menace pour leur sécurité ;
- la sculpture faciliterait l'enjambement du garde-corps, et pourrait être utilisée comme une sorte de plongeoir dans la Seine ; l'installation d'un filet de sécurité a donc été suggérée.

Le fait qu'elle ne soit pas directement sur le parcours du tram a également suscité quelques interrogations, et il a été proposé qu'elle soit installée à un endroit plus proche du terminus, par exemple à l'emplacement initialement prévu pour l'œuvre de Buren n'ayant finalement pas été retenue, mais ceci a été rejeté.
L'œuvre a également été largement présentée comme un gaspillage d'argent public. D'autres ont regretté que l'on ait fait appel à une « artiste-vedette » comme Sophie Calle.
L'objet a été recouvert rapidement de tags,. La Mairie de Paris a ainsi dépensé 20 000 € de 2008 à 2012 pour son nettoyage.
L'œuvre a fait l'objet d'un numéro de l'émission télévisée D'art d'art !, diffusé le 22 juin 2008 (rediffusé le 8 juin 2009) ; Frédéric Taddeï y insiste sur le fait que Sophie Calle a fait preuve d'un art non pas du geste ou de la forme, mais de l'idée. D'autres soulignent que Le Téléphone rend floue la frontière entre l'artiste, l'œuvre et le public, suggérant que le passant répondant au téléphone pourrait tout aussi bien être considéré comme l'artiste, la conversation comme l'œuvre, et Sophie Calle comme le public.

### Note
1. ↑  la réplique de la statue de la Liberté sur l'île aux Cygnes, le Lion de Belfort sur la place Denfert-Rochereau, des éléments de l'opéra Garnier, du palais de Chaillot, du pont Alexandre-III, du Grand Palais, etc.